# Hartenholm
Hartenholm est une commune allemande du Schleswig-Holstein, située dans l'arrondissement de Segeberg (Kreis Segeberg), à dix kilomètres au nord-est de la ville de Kaltenkirchen. Hartenholm est l'une des six communes de l'Amt Kaltenkirchen-Land (« Kaltenkirchen-campagne ») dont le siège est Kaltenkirchen.